# Zouheir Dhaouadi
Zouheir Dhaouadi (sinh ngày 1 tháng 1 năm 1988 ở Kairouan) là một cầu thủ bóng đá người Tunisia hiện tại thi đấu cho Club Africain.
Vào tháng 7 năm 2006 anh chuyển từ Jeunesse Sportive Kairouanaise đến Club Africain, thi đấu đến năm 2012. Vào ngày 10 tháng 7 năm 2012, Dhaouadi kí bản hợp đồng 3 năm cùng với đội bóng Ligue 1 Évian.
Dhaouadi từng thi đấu cho Đội tuyển bóng đá quốc gia Tunisia 34 lần, trong đó có 4 trận ở Cúp bóng đá châu Phi 2010.

## Thống kê sự nghiệp

### Bàn thắng quốc tế
Score và result lists Tunisia's goals first
| 1.                                          | 13 tháng 1 năm 2010  | Sân vận động Quốc gia Tundavala, Lubango, Angola                                   | Zambia   | 1–1 | 1–1 | Cúp bóng đá châu Phi 2010 |
| 2.                                          | 9 tháng 1 năm 2012   | Sân vận động Cricket Sheikh Zayed, Abu Dhabi, Các Tiểu vương quốc Ả Rập Thống nhất | Sudan    | 2–0 | 3–0 | International Friendly    |
| 3.                                          | 16 tháng 10 năm 2012 | Sân vận động Cricket Sheikh Zayed, Abu Dhabi, Các Tiểu vương quốc Ả Rập Thống nhất | Ai Cập   | 1–0 | 1–0 | International Friendly    |
| 4.                                          | 14 tháng 11 năm 2012 | Sân vận động Olympique de Sousse, Sousse, Tunisia                                  | Thụy Sĩ  | 1–1 | 1–2 | International Friendly    |
| 5.                                          | 28 tháng 5 năm 2014  | Sân vận động World Cup Seoul, Seoul, South-Korea                                   | Hàn Quốc | 1–0 | 1–1 | International Friendly    |
| Chính xác tính đến ngày 27 tháng 5 năm 2014 |                      |                                                                                    |          |     |     |                           |

## Cá nhân
Dhaouadi đã kết hôn và có một con trai.